# Comte de Gloucester

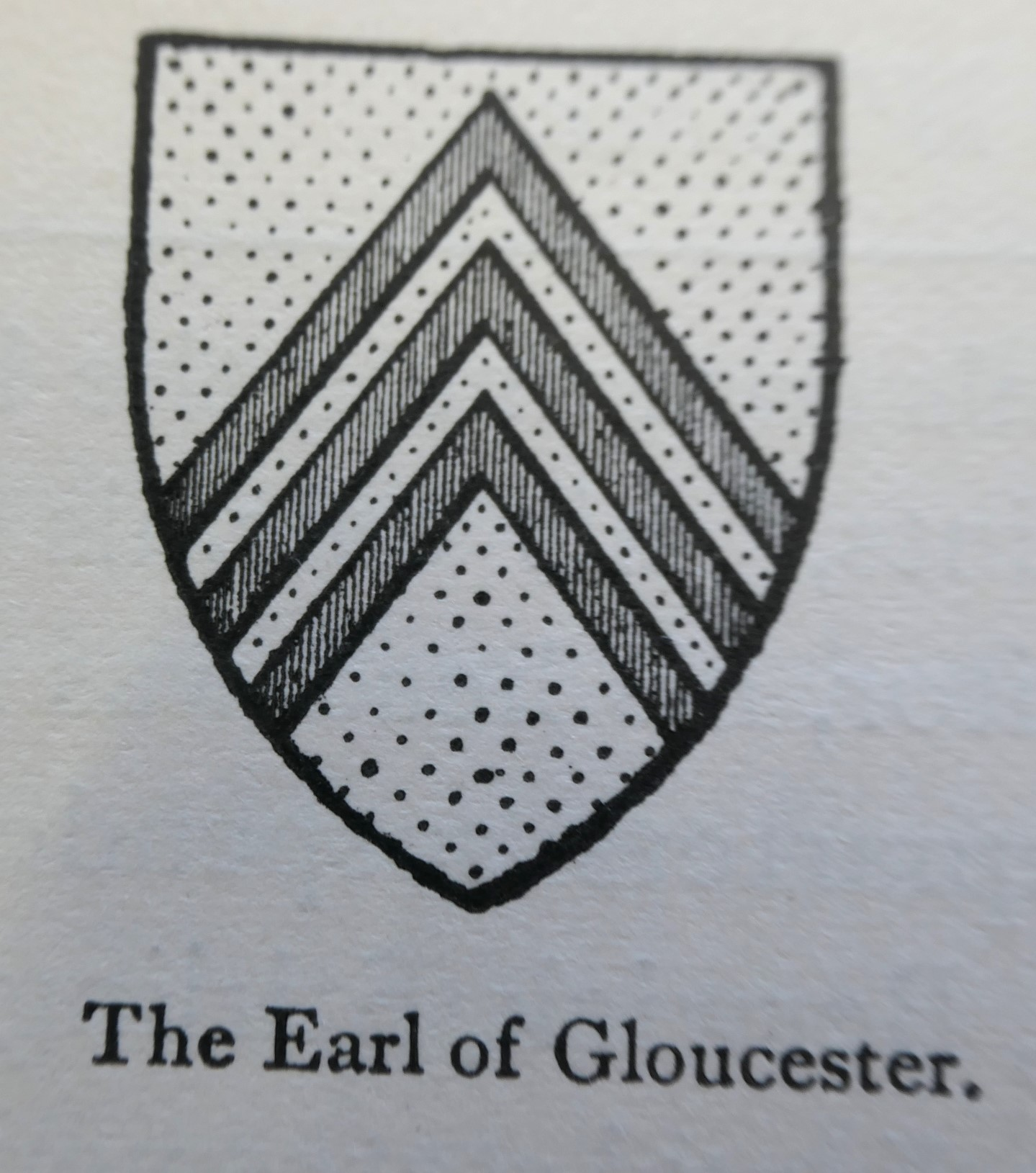
Les armoiries du comte de Gloucester.

Le titre de comte de Gloucester a été créé plusieurs fois dans la pairie d'Angleterre. Il est aujourd'hui éteint.
Le comté de Gloucester, le Gloucestershire est situé au sud-ouest de l'Angleterre, en bordure du Pays de Galles.

## Histoire du titre
Il a été parfois considéré qu'un certain Guillaume FitzEustace aurait été comte de Gloucester en 1093-1094. Dugdale ne le mentionne pas, et il reste à prouver que ce n'est pas un personnage fictif.
Guillaume de Gloucester, le 2e comte, est emprisonné par son cousin, le roi Henri II d'Angleterre, qui n'a aucune confiance en lui à l'aube d'une nouvelle rébellion dans le royaume. À sa mort en prison, le 23 novembre 1183, c'est sa fille Isabelle qui hérite du patrimoine familial. En 1176, elle a été fiancée à Jean Sans Terre, et ce dernier déclaré héritier du 2e comte de Gloucester. Henri II a tout arrangé pour que contrairement à la coutume, l'héritage ne soit pas divisé entre les trois filles survivantes de Gloucester. Isabelle a en effet deux sœurs plus âgées qui sont déjà mariées (Mabel a épousé le futur comte d'Évreux, et Amicie a épousé le comte d'Hertford), et qui sont donc exclues de la succession, mais qui reçoivent une compensation financière annuelle.
Jean n'épouse Isabelle qu'en 1189, quand son frère Richard Cœur de Lion monte sur le trône. Ils n'ont pas d'enfant, et en 1199, alors qu'il est devenu roi d'Angleterre, Jean Sans Terre fait annuler le mariage pour consanguinité. Il devient alors gardien de l'héritage de son ex-épouse. En 1200, Jean donne le titre de comte de Gloucester et une petite portion des terres de l'héritage à Amaury VI de Montfort († 1213), en compensation de la perte du comté d'Évreux que Jean a dû concéder au roi de France par le traité du Goulet.
En 1214, Jean vend à Geoffrey de Mandeville, 2e comte d'Essex, le droit d'épouser Isabelle. À la mort de Mandeville en 1216, Isabelle est donc comtesse de Gloucester de plein droit et comtesse d'Essex. En 1217, elle se remarie avec Hubert de Burgh, mais elle meurt très peu de temps après son mariage. Le titre passe alors à son neveu Gilbert de Clare, 4e comte d'Hertford, fils de sa sœur Amicie.
À la suite du décès de son mari Gilbert de Clare, 6e comte d'Hertford et 7e comte de Gloucester, Jeanne d'Angleterre épouse secrètement Raoul de Monthermer, un ancien écuyer de la maison de son mari qu'elle avait persuadé son père d'adouber chevalier. Ce mariage secret est révélé en 1297. En apprenant ce mariage de bas prestige, son père, le roi Édouard Ier, enrage et décide d'emprisonner Monthermer au château de Bristol. Il est libéré rapidement et autorisé à porter les deux titres comtaux en droit de sa femme du vivant de celle-ci,. Il fait hommage au roi le 2 août 1297.
En 1307, à la mort de sa femme, Monthermer cesse d'utiliser les titres. Mais ce n'est qu'à l'avènement d'Édouard II (1308) que son beau-fils Gilbert de Clare, âge de 16 ans, succède aux titres de son père et entre en possession de son héritage. Il meurt sans descendance en 1314, et le titre revient à la couronne.

## Première création (1121)
- 1121-1147 : Robert de Gloucester (vers 1090-1147). Fils illégitime d'Henri Ier d'Angleterre ;
- 1147-1183 : Guillaume FitzRobert (1121-1183), 2e comte de Gloucester. Fils du précédent.
- 1189-1217 : Isabelle de Gloucester († 1217), 1re épouse de Jean Sans Terre. Fille du précédent ;
  - 1189-1199 : Jean d'Angleterre dit Jean Sans Terre (1166-1216), comte de Cornouailles. Devenu roi d'Angleterre en 1199, il fait annuler son mariage.
  - 1200-1213 : Amaury VI de Montfort († 1213), anciennement comte d'Évreux (jusqu'en 1195). Neveu d'Isabelle par sa mère Mabel ;
  - 1214-1216 : Geoffrey de Mandeville (en) († 1216), 2e comte d'Essex, comte en droit de sa femme.
- 1217 : Amicie de Gloucester, sœur d'Isabelle et de Mabel, toutes filles de Guillaume le 2e comte[réf. nécessaire]
- 1217-1230 — 5e : Gilbert de Clare (1180-1230), 4e comte d'Hertford ;
- 1230-1262 — 6e : Richard de Clare (1222-1262), 5e comte d'Hertford ; Fils du précédent. Il épousa Marguerite (v. 1222-1237), appelée "Megotta",  fille de Hubert de Burgh et de son épouse la princesse Marguerite d'Écosse, fille du roi Guillaume Ier d'Écosse (1221), puis il épouse en 1247 Mahaut de Lacy, fille du comte de Lincoln John de Lacy, d'où :
- 1262-1295 — 7e : Gilbert de Clare (1243-1295), 6e comte d'Hertford. Il épouse en 1253 Alix de Lusignan, fille d'Hugues XI de Lusignan, et ont deux filles :
  - Isabelle (1263-1333), épouse Maurice de Berkeley ;
  - Jeanne (1264-après 1322), épouse le comte Donnchadh III de Fife, puis Gervase Avenel.

Après s'être séparé d'Alice en 1271, Gilbert de Clare se remarie en 1290 à Westminster avec Jeanne d'Angleterre, fille du roi Édouard Ier d'Angleterre. Édouard lui accorde le droit de porter ces titres durant la vie de Jeanne. Le couple a quatre enfants :
- - Gilbert (1291-1314),  8e comte de Gloucester et 7e comte d'Hertford ;
  - Éléonore (1292-1337), épouse Hugues le Despenser dit le Jeune, puis William la Zouche ;
  - Marguerite (1293-1342), épouse Pierre Gaveston, puis Hugh Audley, (deuxième création) ;
  - Élisabeth (1295-1360), épouse Jean de Bourg, puis Théobald de Verdun, puis Roger Damory.
- 1308-1314 — 8e : Gilbert de Clare (1291-1314), 7e comte d'Hertford. Fils du précédent. Comme il ne laisse pas d'enfants, sa mort marque l'extinction de la famille de Clare, dont les domaines sont partagés entre ses trois sœurs.

## Deuxième création (1337)
- 1337-1347 : Hugh Audley († 1347). Il est le second époux de Marguerite, (1293-1342), fille du 7e comte de Gloucester de la 1re création.

## Troisième création (1397)
- 1397-1399 : Thomas le Despenser (1373 – 1400), descendant de Hugues le Despenser, premier époux d'Éléonore, fille du 7e comte de Gloucester de la 1re création, et rentré dans ses droits.

Titre confisqué en 1399.